# Liste der Biografien/Schej
Liste der Biografien |
Portal Biografien |
Personensuche
# |
A |
B |
C |
D |
E |
F |
G |
H |
I |
J |
K |
L |
M |
N |
O |
P |
Q |
R |
S |
T |
U |
V |
W |
X |
Y |
Z |
?
 
Sa |
Sb |
Sc |
Sd |
Se |
Sf |
Sg |
Sh |
Si |
Sj |
Sk |
Sl |
Sm |
Sn |
So |
Sp |
Sq |
Sr |
Ss |
St |
Su |
Sv |
Sw |
Sy |
Sz
 
Sca–Sce |
Sch |
Sci–Scz
 
Scha |
Schc |
Schd |
Sche |
Schg |
Schi |
Schj |
Schk |
Schl |
Schm |
Schn |
Scho |
Schp |
Schr |
Schs |
Scht |
Schu |
Schv |
Schw |
Schy
 
Scheb |
Schec |
Sched |
Schee |
Schef |
Scheg |
Scheh |
Schei |
Schej |
Schek |
Schel |
Schem |
Schen |
Schep |
Scher |
Sches |
Schet |
Scheu |
Schev |
Schew |
Schex |
Schey
Die Liste der Biografien führt alle Personen auf, die in der deutschsprachigen Wikipedia einen Artikel haben. Dieses ist eine Teilliste mit 9 Einträgen von Personen, deren Namen mit den Buchstaben „Schej“ beginnt.

## Schej

### Scheja
- Scheja, Christel (* 1965), deutsche Fantasy-Autorin und Grafikerin
- Scheja, Günter (1932–2014), deutscher Mathematiker

### Schejb
- Schejbal, Bedřich (* 1874), böhmischer Fechter
- Schejbal, Rudolf (1940–1999), tschechoslowakischer Radrennfahrer

### Schejc
- Schejchametow, Toljat (* 1966), ukrainischer Fußballspieler und -trainer
- Schejchau, Ruslan (* 1977), belarussisch-tadschikischer Ringer

### Schejm
- Schejman, Wiktar (* 1958), belarussischer Politiker und Staatsmann

### Schejn
- Schejnin, Artjom Grigorjewitsch (* 1966), russischer Journalist, Fernsehmoderator, Redakteur und Schriftsteller

### Schejt
- Schejtman, Rod, argentinisch-amerikanischer symphonischer Komponist, Pianist, Ingenieur und Pädagoge